# Amandine Homo
Pour les articles homonymes, voir Homo (homonymie).
Amandine Homo, née le 24 décembre 1980 à Rosny-sous-Bois, est une athlète française spécialiste du saut à la perche.

## Biographie

### Famille
Amandine Homo est la sœur aînée de Sébastien Homo, également perchiste.

### Formation
Amandine Homo passe un deug STAPS à l'INSEP.

### Carrière
À 15 ans, Amandine Homo détient le record de France de sa catégorie d'âge (4,05 m). 
Elle remporte la médaille de bronze aux championnats d’Europe Junior en 1999.
Son club est le Dynamic Aulnay Club.

### Reconversion sportive
Amandine Homo est licenciée au Dynamic Aulnay Club pour lequel elle entraîne des enfants depuis sa retraite sportive.

## Palmarès
| Date | Compétition                    | Lieu        | Résultat | Performance |
| ---- | ------------------------------ | ----------- | -------- | ----------- |
| 1996 | Championnats de France         | Bondoufle   | 1re      | 4,00 m      |
| 1997 | Championnats du monde en salle | Paris-Bercy | 10e      | 3,90 m      |
| 1998 | Championnats de France         | Dijon       | 1re      | 4,15 m      |
| 1999 | Championnats de France         | Niort       | 1re      | 4,20 m      |

## Records
| Épreuve          | Épreuve   | Performance | Lieu        | Date            |
| ---------------- | --------- | ----------- | ----------- | --------------- |
| Saut à la perche | Salle     | 4,31 m      | Poissy      | 21 janvier 2000 |
| Saut à la perche | Plein air | 4,31 m      | Saint-Denis | 3 août 1999     |